# Tescovină

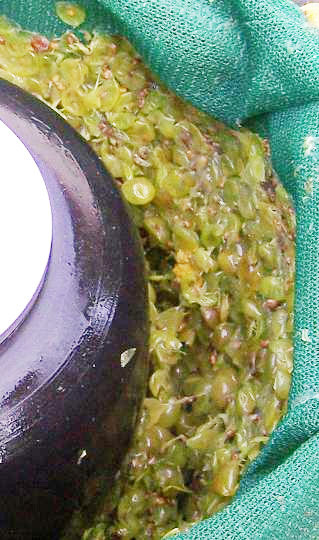
Tescovină în teasc. Aici se află resturile de struguri rămase după presare

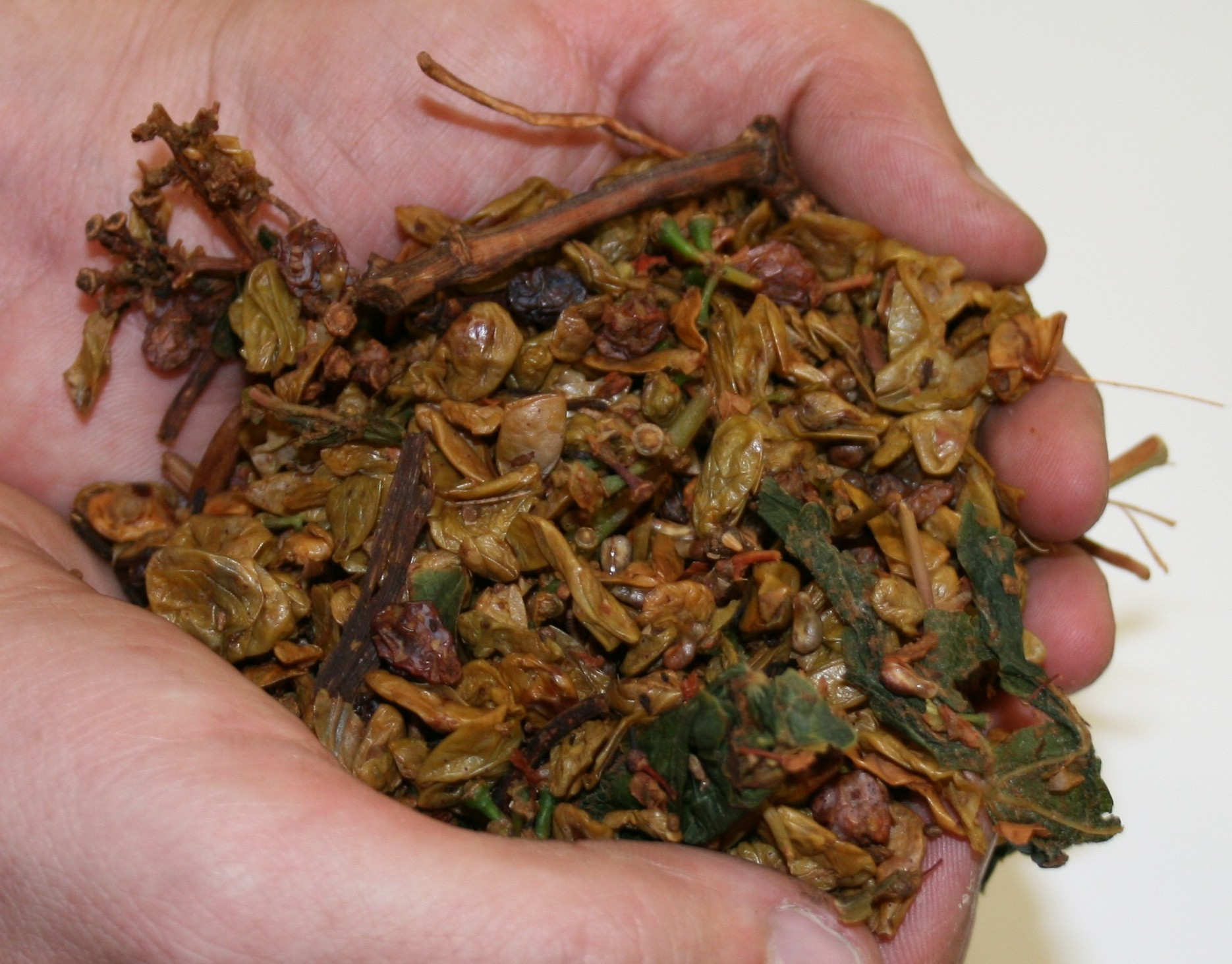

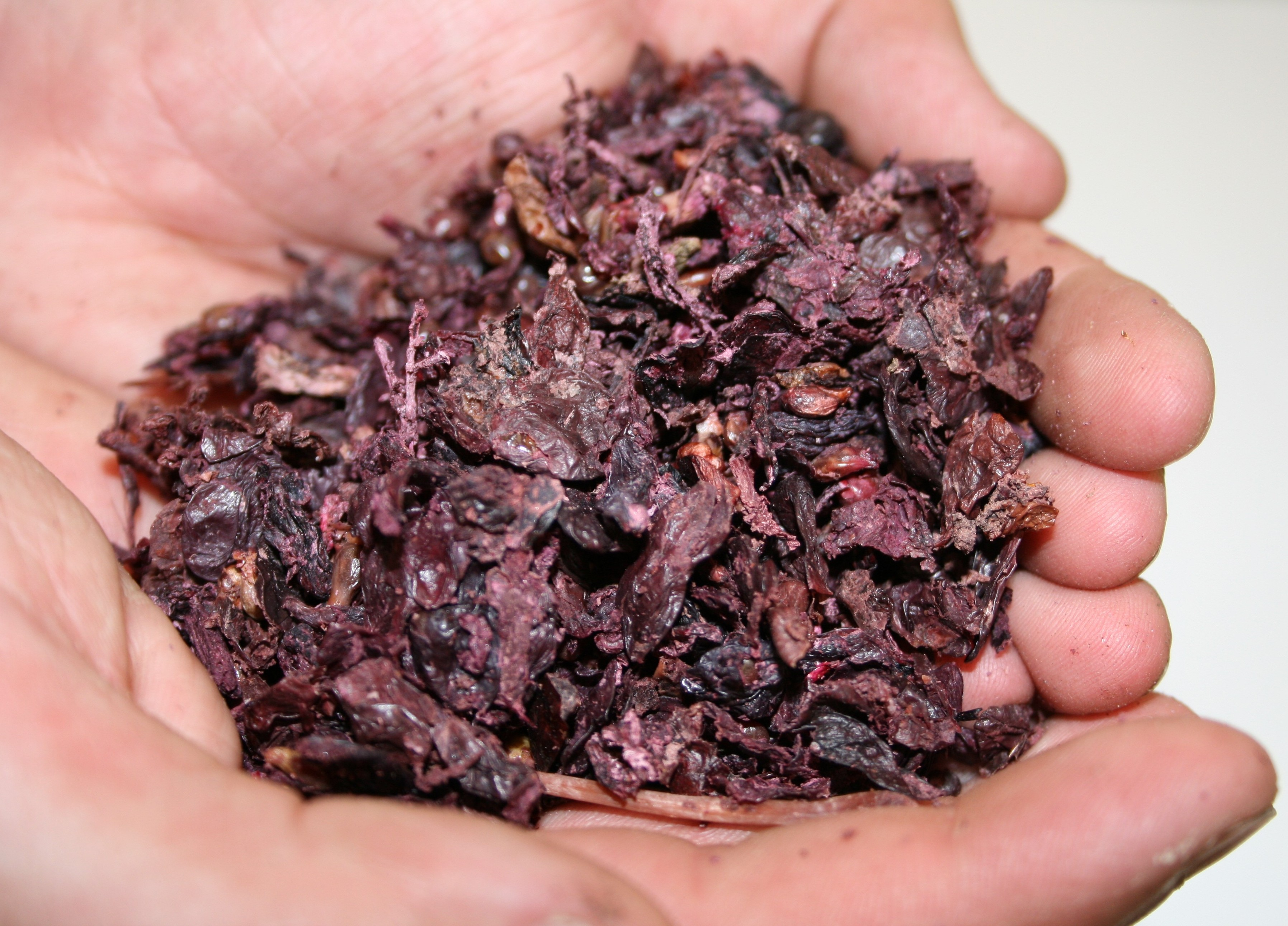

Tescovina este ceea ce rămâne după stoarcerea fructelor, mai ales a strugurilor sau a sfeclei de zahăr. Se mai numește și boștină sau boască.
Conține cantități mari de resveratrol, care este un antioxidant foarte puternic, drept pentru care produsele făcute din tescovină sunt considerate a avea efecte anti-îmbătrânire.

## Istorie
Englezii au fost primii care au folosit termenul ''tescovină'' pentru a se referii la produsul secundar al producției de cidru. În Evul Mediu, vinul de tescovină era foarte accesibil. Acest vin era făcut prin adăugarea apei la tescovină, iar apoi prin fermentarea acesteia.

## Utilizare
Tescovina de mere este folosită de obicei pentru a produce pectină și poate fi folosit in producerea unui cidru mai slab și de asemenea cidrului alb, o bautură alcoolică puternică, noncoloră.

## Vinificare
Tescovina în vinificație diferă, în funcție de ce tip de vin se produce.
În producția vinului roșu, tescovina este produsă după ce sucul creat înainte de presare este turnat, lăsând în urmă resturi de culoare roșu închis constând din coajă și tulpini de struguri.
În producția de vin alb, strugurii sunt presați rapid după zdrobire pentru a evita contactul pielii cu tescovină, ca produs secundar al presării. Resturile au o culoare pală, maro-verzuie și conțin mai multe zaharuri reziduale decât conțin taninuri și alcool. Aceasta este tescovina folosită în mod normal în producția de țuică.

## Alte utilizări
Tescovina este produsă în cantități mari în producția de vin, ceea ce face ca eliminarea acesteia să fie un aspect important în mediu. Unele crame folosesc materialul ca îngrășământ, în timp ce altele îl vând companiilor de biogaz pentru energie regenerabilă.
De asemenea polifenolii specifici din tescovina de vin roșu pot fi benefici pentru igiena dentară. Un studiu realizat la Centrul Dental Eastman a constatat că acești polifenoli interferează cu Streptococcus, bacteria din gură care provoacă cariile dentare.
Tescovina de struguri este folosită și în industria petrolului și gazelor ca material de circulație pierdută în nămolurile de foraj pe bază de petrol, datorită faptului că tescovinul este fibros și bogat în tanin.
Tescovina de mere a fost de mult timp o hrană tradițională pentru diferite tipuri de animale. Tescovina de mere poate fi măcinată și pentru a crea făină de mere, cunoscută și sub denumirea de făină de tescovină de mere. Conține cantități mari de resveratrol, care este un antioxidant foarte puternic, drept pentru care produsele făcute din tescovină sunt considerate a avea efecte anti-îmbătrânire.